# 祝典行進曲 (團伊玖磨)
『祝典行進曲』（しゅくてんこうしんきょく）は、1959年（昭和34年）に團伊玖磨によって作曲された行進曲。1959年、当時皇太子であった明仁親王（現・上皇）及び正田美智子（現・上皇后）の成婚を祝して作曲された。

## 概要
日本の作曲家・團伊玖磨が、1959年に皇太子の成婚を祝して作曲した行進曲である。楽曲は吹奏楽編成で書かれている。同年4月10日の結婚の儀の一連の式終了後に行われた馬車による祝賀御列の儀の際に演奏されたと思われることが多いが、実際には当時の音楽隊の技術的問題で演奏されていない。1976年の横須賀交響楽団の創立20周年を祝って、作曲者の手で管弦楽版が作られ、作曲者の指揮で初演された。
戦後日本を代表する行進曲であり、海外の軍楽隊等が日本において演奏会を行う場合には、瀬戸口藤吉の「軍艦行進曲」とともに必ずといって良いほど演奏される。現在は入学式や体育祭、卒業式などに使われることが多い。また、テレビで皇太子明仁夫妻の成婚パレードが映る際にもよくBGMとして流れる（作曲者によれば、パレードで演奏されたとよく誤解されるのはこのためである）。
1964年の東京オリンピック及び1984年のロサンゼルスオリンピックの開会式、1990年（平成2年）の即位の礼、1992年の天皇訪中の際、中国側の歓迎として晩餐会で、2005年（平成17年）の黒田慶樹と紀宮清子内親王との結婚式で演奏された。2009年（平成21年）12月13日、アマチュア・オーケストラである学習院OB管弦楽団主催の第125代天皇明仁即位20年と天皇・皇后の結婚50年記念演奏会では、皇太子徳仁親王がヴィオラの首席奏者として参加し、天皇、皇后、皇太子妃が客席から鑑賞した。

## 楽器編成
Pic, 2 Fl, Ob, E♭Cl, 3 B♭Cl, Asx, Tsx, Bsx, Bsn, 3 Trp, 4 Hr (Alto), 3 Trb, Bar, Euph, Bass, S.D., B.D., Cym. - 吹奏楽